# La Momie (film, 2017)
 (avril 2021).
Le contenu est difficilement compréhensible vu les erreurs de traduction, qui sont peut-être dues à l'utilisation d'un logiciel de traduction automatique.
Pour les articles homonymes, voir La Momie et The Mummy.
Pour plus de détails, voir Fiche technique et Distribution.
La Momie (The Mummy) est un film américano-sino-japonais réalisé par Alex Kurtzman et sorti en 2017.
Reboot de la franchise La Momie, il devait être le premier film du Dark Universe, un univers commun développé par Universal Pictures mais finalement annulé. Cet univers devait remettre en scène les personnages de la célèbre série de films d'horreur Universal Monsters.

## Synopsis
Un texte du livre de la résurrection égyptien, qui dit : « La mort n'est qu'un seuil d'une nouvelle vie. Nous vivons aujourd'hui, nous revivrons. De bien des manières, nous reviendrons. »
En 1127, un groupe de chevaliers croisés anglais capture un grand rubis rouge de l'Égypte ancienne et il est enterré dans la tombe de l'un d'eux dans l'espoir que personne ne le trouvera. Actuellement à Londres sur le projet Crossrail, une équipe de construction découvre la tombe des chevaliers et un homme mystérieux est autorisé à enquêter sur les trésors découverts à l'intérieur du site. Dans un flashback, les hiéroglyphes sur une peinture murale circulaire dans la tombe, datant de l'époque du Nouvel Empire, racontent l'histoire de l'implacable princesse Ahmanet d'Égypte. L'action se déplace à l'époque de l'Égypte ancienne où il est raconté qu'elle était la première femme dans la lignée de succession au trône de son père, le pharaon Menehptre, seulement pour être dépouillée de son droit d'aînesse, lorsque la deuxième épouse du monarque a donné naissance à un enfant de sexe masculin. Déterminée à récupérer le trône, Ahmanet vend son âme au dieu égyptien Seth, qui lui donne un poignard spécial pour transférer son esprit sous forme corporelle. Au moment de saisir le poignard, le corps d'Ahmanet est couvert de tatouages et ses yeux deviennent rougeâtres et ses iris et pupilles doublent. Après avoir assassiné toute sa famille, Ahmanet tente de sacrifier son amant pour donner une forme physique au dieu Seth, mais les prêtres de son père la découvrent et tuent son amant dans le processus. Pour ce sacrilège et pour le meurtre de sa famille, Ahmanet est accusée de trahison et condamnée à être momifiée vivante et enfermée dans un sarcophage, puis elle est emmenée dans les profondeurs du désert et enterrée dans une prison de mercure, pour qu'elle ne puisse jamais en sortir.
De retour dans le présent, en Irak, le sergent Nick Morton et son partenaire, le caporal Chris Vail, découvrent accidentellement la tombe d'Ahmanet après avoir organisé une frappe aérienne sur un bastion d'une insurrection terroriste. Jenny Halsey, une archéologue qui a eu une aventure d'une nuit avec Nick à Bagdad il y a trois jours, arrive et enquête sur la tombe, en concluant correctement qu'il s'agit d'une prison. Le colonel Greenway, le supérieur de Nick et Vail, les oblige à accompagner Jenny dans la tombe. Greenway qui les informe qu'il y a des insurgés à proximité et exhorte Jenny à sortir de la tombe; elle refuse et se dispute avec Vail, mais Nick, qui veut déjà partir, tire sur le mécanisme qui maintient le sarcophage dans le mercure pour l'extraire. Quand il sort, un grand groupe d'araignées de chameau sort de nulle part et l'une d'elles mord Vail, l'obligeant à leur tirer dessus. Jenny lui ordonne de s'arrêter, tout comme Nick, qui a une vision de la princesse Ahmanet, qui l'appelle « Setepa'i » (« mon élu » en égyptien ancien). Jenny réveille Nick de sa vision et force le colonel Greenway à porter le sarcophage à Londres.
En vol, dans un C-130 Hercules, Jenny étudie et enquête sur la tombe pendant que Nick rêve d'Ahmanet qui tente de le poignarder. Il se réveille avec effroi, pour voir que Vail est possédé par Ahmanet via la morsure de l'araignée et essaie d'ouvrir le sarcophage. Greenway lui ordonne de s'arrêter et Vail le poignarde avec un couteau. Nick, Jenny et le reste des soldats sont alarmés et essaient d'ouvrir le feu sur le caporal, mais Nick arrache une arme à l'un d'eux et menace de les tuer s'ils blessent Vail. L'homme possédé essaie de tuer Nick, qui lui tire dessus trois fois pour s'assurer qu'il est mort. Immédiatement, l'avion est attaqué par une énorme vague de corbeaux, faisant perdre le contrôle de l'appareil qui s'écrase au sol, tuant tout le monde sauf Jenny, qui a été éjectée de l'avion avant qu'il se soit écrasé avec un parachute que Nick lui a tendu.
Trois jours après l'accident, Nick se réveille mystérieusement dans une pièce de la morgue d'Oxford, surpris d'être toujours en vie. Jenny entre dans la morgue, s'étonne que Nick soit vivant et se fâche contre le manager. Nick et Jenny vont ensuite dans un bar. Là bas, il se demandent comment Nick a survécu à l'accident, puis Jenny lui explique qu'une princesse égyptienne a été délibérément effacée de l'histoire. Nick est à nouveau pris de visions et se fait presque écraser. Jenny le sauve et il lui demande de l'emmener au site du crash pour retrouver la momie.
Pendant ce temps, sur le site du crash, situé près de l'abbaye de Waverley, Ahmanet s'échappe de son sarcophage et commence à se nourrir des équipes de secours pour régénérer son corps décomposé. Elle transforme les ouvriers en serviteurs zombies et attire Nick et Jenny dans un piège, les forçant à combattre les zombies. Les deux essaient de s'échapper rapidement de l'endroit sans succès, et dans le processus Ahmanet récupère son poignard, caché dans un reliquaire, mais découvre l'absence du rubis du pommeau de son poignard, sans lequel elle ne peut pas effectuer le rituel. En plein vol, Nick et Jenny arrachent le poignard à Ahmanet et tentent de s'échapper à travers la forêt dans une ambulance mais découvrent qu'Ahmanet contrôle Nick alors qu'il ramène l'ambulance à l'abbaye devant la princesse qui soumet aisément Nick.
À la dernière seconde, des soldats inconnus apparaissent et capturent Ahmanet. Leur chef, le Dr Henry Jekyll, explique que Jenny est un agent de Prodigium, une société secrète dédiée à la traque des menaces surnaturelles dont la base est située sous le Musée d'histoire naturelle de Londres et contient des objets tels qu'une main palmée et un crâne humain avec des crocs. Jekyll confirme que Nick a également été maudit par Ahmanet au moment où lui et son partenaire Vail ont ouvert la tombe, et révèle que l'intention d'Ahmanet est de terminer son rituel et de permettre au dieu Seth de posséder Nick pour dominer le monde.
Pendant ce temps, Ahmanet invoque une autre araignée pour posséder un technicien Prodigium et se libère de la captivité, faisant des ravages et semant la mort dans le processus. Jekyll succombe à ses propres pulsions sombres et se transforme en Edward Hyde, sa personnalité psychotique alternative meurtrière ; juste au moment où Nick rejette l'offre d'une alliance entre eux. Hyde l'attaque et le tue presque avant qu'il parvienne à l'arrêter avec le sérum Jekyll, qu'il utilise pour supprimer son côté pervers. Nick et Jenny parviennent à vaincre leurs ravisseurs et à s'échapper de Prodigium, tandis qu'Ahmanet parvient à se libérer de sa prison et à récupérer à nouveau son poignard. Puis, utilisant ses pouvoirs surnaturels, elle réveille toute l'armée des chevaliers croisés décédés pour la servir et crée une énorme tempête de sable en fragmentant le verre des fenêtres, qui fait bientôt des ravages sur tout Londres, pour la ramener à Nick et achever son rituel. Les cadavres des chevaliers croisés massacrent rapidement tous les soldats de Prodigium dans la tombe, permettant à Ahmanet de récupérer le rubis manquant et de le remettre sur le pommeau du poignard, lui accordant tout ce dont elle a besoin pour libérer Seth.
Guidés par le fantôme de Vail, Nick et Jenny tentent de fuir par le métro de Londres pour atteindre les tunnels sous la ville, mais sont attaqués par les hommes de main d'Ahmanet. Juste au moment où Nick et Jenny parviennent à les semer, Ahmanet capture étonnamment Jenny et l'entraîne sous l'eau. Nick tente de la sauver, mais Jenny se noie. Furieux de ce que la princesse a fait, Nick se défend contre la momie qui tente de le soumettre; mais rapidement, il abandonne et se laisse embrasser par Ahmanet. Cependant, ce n’était qu’un piège de Nick pour arracher la dague à Ahmanet et détruire le rubis dans l’espoir de mettre fin à jamais à son pouvoir. Mais juste au moment où il est sur le point de le faire, Ahmanet le supplie de ne pas le faire et le convainc que s'il se laisse posséder, il obtiendra un pouvoir qui peut donner la vie. Se trouvant dans une impasse, Nick choisit de se poignarder et son corps est rapidement possédé par Seth, qui tente de se lier à Ahmanet et de respecter sa part du marché. A la vue du cadavre de Jenny, Nick reprend le contrôle de son corps et utilise les pouvoirs de Seth pour anéantir Ahmanet et ressusciter son amie.
Nick lui fait ses adieux et part avant qu'il ne soit contrôlé par le pouvoir de Seth. Peu après, Jenny rencontre le Dr Jekyll et ils discutent de la question de savoir si Nick, maintenant fusionné avec Seth, succombera à l'influence du dieu, et s'il sera bon ou mauvais. Le cadavre d'Ahmanet est immergé dans une piscine fermée de mercure à l'intérieur de la base Prodigium. Plus tard, dans le désert, Nick ressuscite Vail et les deux partent à la recherche d'une nouvelle aventure, tout en laissant derrière eux une tempête de sable, symbole que Nick est maintenant Seth.

## Fiche technique
Sauf indication contraire, les informations mentionnées dans cette section peuvent être confirmées par la base de données cinématographiques IMDb,  présente dans la section « Liens externes ».
- Titre original : The Mummy
- Titre français et québécois : La Momie
- Réalisation : Alex Kurtzman
- Scénario : David Koepp, Christopher McQuarrie et Dylan Kussman, d'après une histoire de Jon Spaihts, Alex Kurtzman et Jenny Lumet
- Musique : Brian Tyler
- Direction artistique : Andrew Ackland-Snow, Bobby Cardoso, Will Coubrough, James Lewis, Catherine Palmer, Justin Warburton-Brown et Tom Whitehead
- Décors : Jon Hutman et Dominic Watkins
- Costumes : Penny Rose
- Photographie : Ben Seresin
- Son : Paul Massey, Christopher Scarabosio, William Stein, Brian Bair, Marius Heuser
- Montage : Gina Hirsch, Paul Hirsch et Andrew Mondshein
- Production : Sean Daniel, Alex Kurtzman, Chris Morgan, Sarah Bradshaw et Genevieve Hofmeyr

Production associée : Kevin Elam
Production déléguée : Roberto Orci et Jeb Brody
- Sociétés de production[3] : Dark Universe et Perfect World Pictures
  - Sociétés de production (Sean Daniel Company Production) : Secret Hideout, Conspiracy Factory et Hivemind
  - Présenté en association avec : Dentsu et Fuji Television Network
  - En association avec : Perfect World Pictures
  - Avec la participation de : Universal Pictures
- Sociétés de distribution[3] : 
  - États-Unis, Canada, Belgique : Universal Pictures
  - Japon : Toho-Towa
  - France : Universal Pictures International France[4],[5].
- Budget : 125 millions de $[6]
- Pays de production :  États-Unis,  Chine,  Japon et  Royaume-Uni
- Langues originales : anglais, Égyptien ancien
- Format[7] : couleur - 35 mm - 2,39:1 - son Dolby Digital | Auro 11.1 (Auro-3D) | Dolby Atmos | Dolby Surround 7.1 | DTS: X | SDDS
- Genre : Action, aventure, fantastique, horreur et thriller
- Durée : 110 minutes
- Dates de sortie[8] :
  - Belgique : 7 juin 2017
  - États-Unis, Chine, Canada : 9 juin 2017
  - France : 14 juin 2017
  - Japon : 28 juillet 2017
- Classification[9] :
  -  États-Unis : Accord parental recommandé, film déconseillé aux moins de 13 ans (PG-13 - Parents Strongly Cautioned)[Note 1].
  -  Japon : Tous publics - Pas de restriction d'âge (Eirin - G).
  -  Chine : Pas de système.
  -  France : Tous publics (visa d'exploitation no 146755 délivré le 9 juin 2017)[10].

## Distribution
- Tom Cruise (VF : Jean-Philippe Puymartin ; VQ : Gilbert Lachance) : Nick Morton
- Annabelle Wallis (VF : Dorothée Pousséo ; VQ : Éveline Gélinas) : Jenny Halsey
- Sofia Boutella (VF et VQ : elle-même) : Ahmanet / La Momie
- Jake Johnson (VF : Jérémy Prévost ; VQ : Frédéric Paquet) : le sergent Chris Vail
- Courtney B. Vance (VF : Frantz Confiac ; VQ : Patrick Chouinard) : le colonel Greenway
- Russell Crowe (VF : Patrick Béthune ; VQ : Pierre Auger) : Henry Jekyll / Eddie Hyde
- Marwan Kenzari (VF : Raphaël Cohen ; VQ : Nicolas Charbonneaux-Collombet) : Malik
- Simon Atherton : un croisé
- Stephen Thompson : premier homme
- James Arama : deuxième homme
- Matthew Wilkas : journaliste
- Sohm Kapila : journaliste
- Sean Cameron Michael : archéologue
- Rez Kempton : chef de construction
- Erol Ismail : guerrier d'Ahmanet
- Selva Rasalingam : le roi Menehptre
- Shanina Shaik : princesse arabe
- Javier Botet : Seth
- Neil Maskell : Dr Whemple
- Dylan Kussman : technicien écrivain

 Version française (VF) sur AlloDoublage:  Source et légende : version québécoise (VQ) sur Doublage.qc.ca

## Production
|                                                                                         |  |  |
| Les acteurs principaux Tom Cruise et Sofia Boutella à la première australienne du film. |  |  |

### Genèse et développement
En avril 2012, Universal Studios annonce le développement d'un reboot de la saga La Momie avec Jon Spaihts comme scénariste et Sean Daniel, qui avait déjà produit la version de 1999. En mai 2012, Universal signe un partenariat avec Roberto Orci et Alex Kurtzman pour produire le film via leur société K/O Paper Products (en). En septembre 2012, il est révélé qu'Universal a choisi Len Wiseman pour réaliser le film. En décembre 2012, il est dit que ce reboot sera différent de la précédente trilogie, avec une nouvelle mythologie, et que l'intrigue se situera dans le présent. En février 2013, Universal charge Billy Ray d'écrire une autre version du script de Jon Spaihts. En juillet 2013, Len Wiseman est contraint de quitter le projet en raison d'un conflit d'emploi du temps. En septembre 2013, il est rapporté que l'Argentin Andrés Muschietti serait en négociation pour reprendre le poste de réalisateur. En juillet 2013, Roberto Orci révèle que le reboot de La Momie et celui de Van Helsing feront partie du même univers partagé. En mai 2014, Andrés Muschetti quitte finalement le projet pour des différends artistiques, alors que Jon Spaihts a écrit la version finale du script.
En juillet 2014, Universal annonce qu'Alex Kurtzman et Chris Morgan ont été chargés de développer des films d'horreur autour d'autres personnages célèbres comme le Monstre de Frankenstein et sa fiancée, Dracula, le Loup-Garou, L'Étrange Créature du lac noir, L'Homme invisible et Van Helsing (le nom de cet univers partagé n'est révélé qu'en mai 2017 : le Dark Universe). Toujours en juillet, Alex Kurtzman reprend le poste de réalisateur. En octobre 2014, The Hollywood Reporter annonce que la nouvelle Momie sera un personnage féminin.

### Attribution des rôles
Un temps intéressé par le rôle de Van Helsing, Tom Cruise entre en négociations en novembre 2015 pour incarner un soldat des forces spéciales et fait embaucher Christopher McQuarrie comme scénariste,,. En décembre 2015, The Hollywood Reporter rapporte que Sofia Boutella devrait jouer l'antagoniste principal du film. Leur présence est confirmée en janvier 2016.
En mars 2016, Annabelle Wallis est annoncée dans le rôle d'une archéologue. Jake Johnson rejoint ensuite la distribution dans le rôle d'un soldat, apparemment écrit spécialement pour lui. Marwan Kenzari décroche ensuite un rôle non spécifié. En mai 2016, Russell Crowe est annoncé dans le rôle du docteur Jekyll, rôle qu'il devrait reprendre dans d'autres films du Dark Universe,.

### Tournage

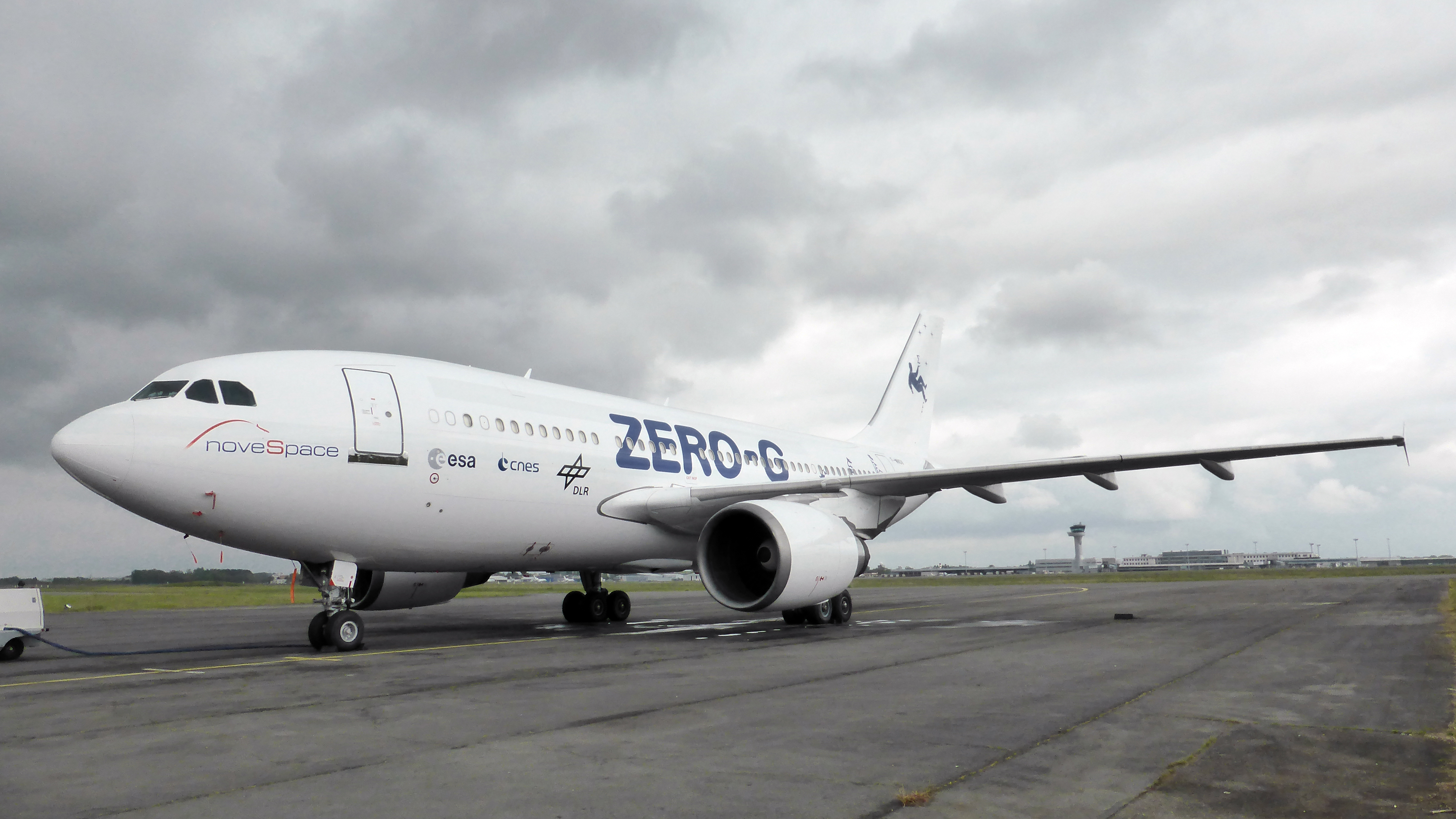
L'Airbus A310 Zero-G à l'aéroport de Bordeaux-Mérignac.

Le tournage débute le 3 avril 2016 à Oxford en Angleterre. Les décors du tombeau de la princesse Ahmanet, de la catacombe des croisés et des installations du docteur Jekyll sont construits au Studios de Shepperton. Au mois de mai, le tournage se déplace dans une forêt du comté de Surrey et à l'abbaye de Waverley. Des scènes sont également tournées à Londres, notamment au musée d'histoire naturelle et sur le Waterloo Bridge.
Pour la séquence du crash aérien, l'équipe se rend en juillet à l'aéroport de Bordeaux-Mérignac et prend place à bord de l'Airbus A310 Zero G de Novespace qui effectue 64 paraboles pendant quatre vols paraboliques,.
Le tournage se poursuit pendant deux semaines en Namibie, pour les scènes extérieures se déroulant en Irak et en Égypte ancienne, et s'achève à Londres le 26 août 2016,.

## Bande originale
Sauf indication contraire, les informations mentionnées dans cette section peuvent être confirmées par la base de données cinématographiques IMDb,  présente dans la section « Liens externes ».
- Bang Bang You're Dead (en) par Dirty Pretty Things.
- I Predict a Riot par Kaiser Chiefs.

## Accueil

### Accueil critique

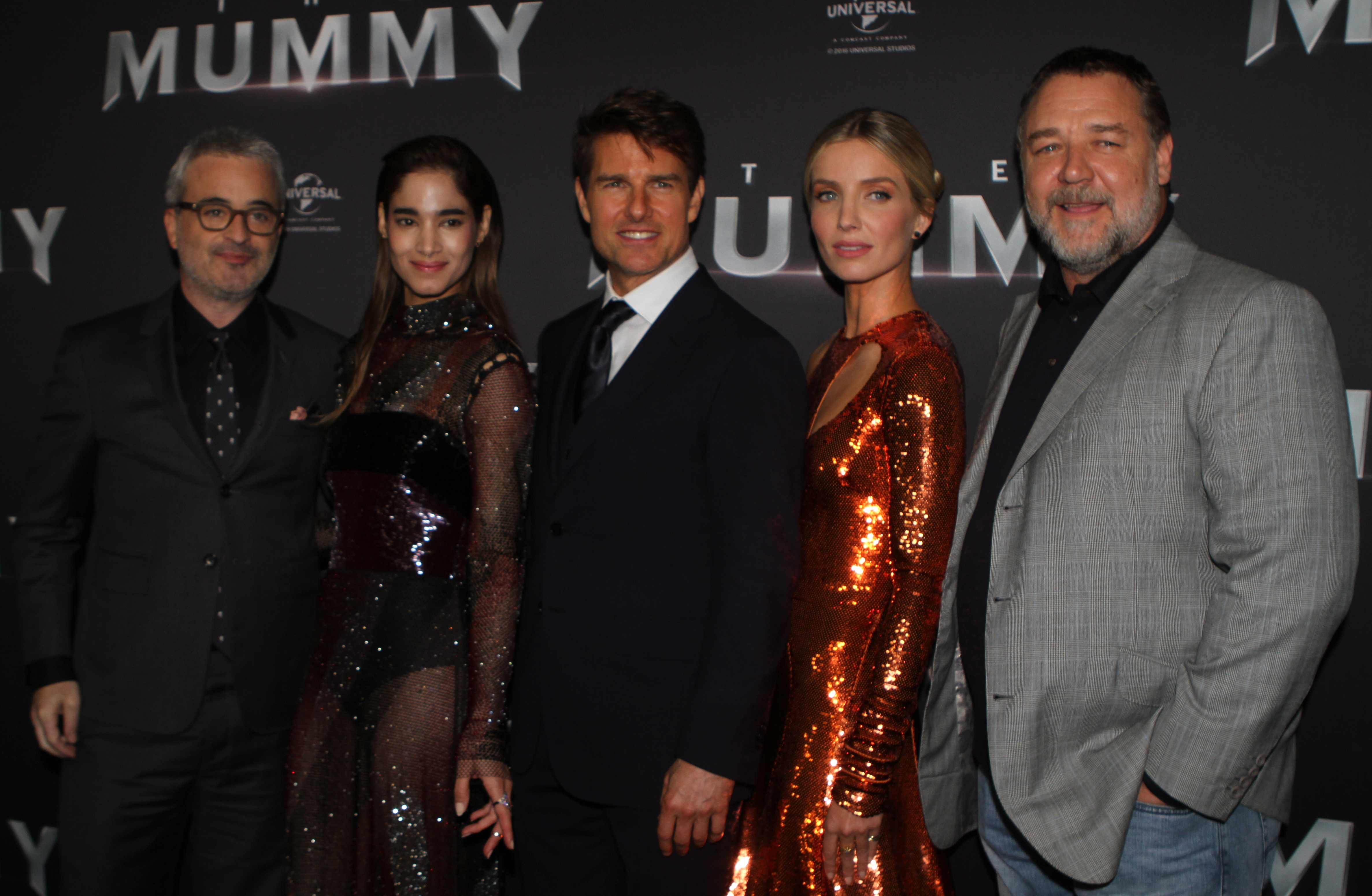
L'équipe du film à la première mondiale, en Australie, en mai 2017.

Le film reçoit globalement de mauvaises critiques. Sur l'agrégateur américain Rotten Tomatoes, il n'obtient que 16 % d'opinions favorables, avec une note moyenne de 4,2⁄10, pour 306 avis. Sur Metacritic, il obtient une moyenne de 34⁄100 pour 44 critiques.
En France, le site Allociné propose une note moyenne de 2,3⁄5 à partir de l'interprétation de critiques provenant de 20 titres de presse. Certaines critiques sont plutôt positives. Dans CNews Matin, on peut lire : « Cette nouvelle version mêle action et aventure, pour un résultat inégal. À la peine en début de film, Tom Cruise, au côté d'Annabelle Wallis, s'en sort mieux dès que le scénario s'emballe. » Dans Le Journal du dimanche, Stéphanie Belpêche écrit : « Loin de La Momie version Stephen Sommers (1999), un divertissement familial qui misait tout sur l'humour, on se prend ici plus au sérieux. Notamment au détour de scènes d'action spectaculaires, comme celle où Tom Cruise se retrouve en gravité zéro dans un avion en chute libre. » Marine Quinchon des Fiches du Cinéma souligne la performance de Tom Cruise qui « revient truster le grand écran avec un film d'aventures complètement idiot mais plutôt drôle, le tout filmé avec des moyens pléthoriques, qui en mettront plein les mirettes ». Dans Les Inrockuptibles, Alexandre Buyukodabas écrit : « Un geste violent qui dessine en creux une triple et fascinante momification : celle de la momie sans repos, celle du cinéma hollywoodien des débuts de son âge d'or, et, plus troublant, celle de Tom Cruise, éternel golden boy dont le physique défie le temps, mort-vivant de cinéma au faciès de bouffon rieur et d'éternel enfant. » Dans Télérama, Cécile Mury plébiscite elle aussi l'acteur : « La star hante chaque plan, chaque cascade, avec une dose inhabituelle d'autodérision. C'est l'autre bonne surprise : un humour alerte et bon enfant, pas du tout momifié. »
Du côté des avis négatifs, on peut citer la critique de Rose Piccini dans Cinemateaser : « La Momie  peut être vraiment séduisant — et pour de bonnes raisons — mais s'il avait cru davantage en l'intelligence du public, il aurait été bien plus que ça. » Dans Le Figaro, Étienne Sorin écrit à propos de Tom Cruise : « Dans La Momie, il joue un Indiana Jones au rabais. Moins de cerveau, plus de muscles. » Isabelle Regnier du Monde rédige le chapeau de sa critique comme suit : « Bondissant comme à son habitude, l'acteur américain ne parvient pas à sauver de l'ennui ce remake d'un classique du cinéma d'épouvante. » Elle ajoute dans son article que « La Momie suscite une forme d'effarement, teintée d'ennui sévère, faute de provoquer un effroi véritable ». Dans L'Obs, François Forestier ironise : « La Momie est le reboot du film de 1999, qui était la reprise du film de 1971, qui était le décalque du film de 1959, qui était la redite du film de 1940, lequel était le remake du film de 1932. Bref, c'est comme de la blanquette recuite. Ça a le goût du veau avarié, c'est gélatineux, et y a des grumeaux. » Dans L'Express, Eric Libiot reproche au film de ne jamais former un objet fini en soi, mais de se contenter de mettre en place des personnages potentiels à exploiter, d'où son impression d'« un film qui ne finit pas mais qui ne commence pas non plus », symptôme de la « taylorisation de la production à Hollywood, entièrement passée du côté de l'industrie, abandonnant définitivement le peu d'envie artistique qui faisait encore parfois illusion ». Olivier Lascar, de Sciences et Avenir, trouve le film « graphiquement laid » et estime que « seuls les fans hardcore de Tom Cruise pourront y trouver leur compte », précisant que « face à la superstar — qui quitte rarement l'écran — les autres personnages sont réduits au rang de silhouettes ». Il indique aussi que l'on voit la princesse Ahmanet contempler les pyramides de Khéops, Khéphren et Mykérinos alors qu'elle est censée avoir été momifiée cinq cents ans plus tôt.

### Box-office
| Pays ou région    | Box-office        | Date d'arrêt du box-office | Nombre de semaines |
| ----------------- | ----------------- | -------------------------- | ------------------ |
| États-Unis Canada | 80 227 895 $      | 24 août 2017               | 11                 |
| France            | 1 373 537 entrées | 20 août 2017               | 9                  |
| Total mondial     | 409 231 607 $     | 6 octobre 2017             | 16                 |

Lors de son premier week-end aux États-Unis, le film effectue un mauvais démarrage. Il ne rapporte que 31 688 375 $ de recettes et ne prend que la seconde place du classement, derrière Wonder Woman, sorti la semaine précédente. Le week-end suivant, la fréquentation du film chute de 56 % et ne rapporte que 14 510 960 $. En dix semaines d'exploitation, le film cumule 80 227 895 $ de recettes.
En France, le film est en tête du box-office lors de sa première semaine d'exploitation avec un total de 474 305 entrées, juste devant Wonder Woman. Lors de sa deuxième semaine d'exploitation, il obtient un total de 404 826 entrées et se glisse à la troisième place du classement, derrière Baywatch : Alerte à Malibu et Wonder Woman. En dix semaines d'exploitation, le film cumule 1 373 537 entrées.
En dépit des mauvaises critiques et d'une réception mitigée auprès du public, le film engrange l'équivalent de trois fois son budget initial (hors marketing) avec 409 231 607 $ de recettes mondiales. Son premier week-end d'exploitation a rapporté 174 425 421 $ au niveau mondial, le meilleur démarrage pour un film avec Tom Cruise (le précédent record était détenu par La Guerre des mondes, sorti en 2005),.

## Distinctions
Entre 2017 et 2018, La Momie a été sélectionné 22 fois dans diverses catégories et a remporté 5 récompenses,.

### Récompenses
| Année | Festivals de cinéma                                                   | Prix                                                                          | Lauréat(es) |
| ----- | --------------------------------------------------------------------- | ----------------------------------------------------------------------------- | ----------- |
| 2017  | Association des critiques de cinéma de Saint-Louis                    | Pire film de l'année                                                          | -           |
| 2017  | Société de critiques de films Internet (Internet Film Critic Society) | Pire film                                                                     | -           |
| 2018  | Alliance des femmes journalistes de cinéma                            | Prix Mention Spéciale EDA de la suite ou remake qui n'aurait pas dû être fait | -           |
| 2018  | Prix Razzie,                                                          | Prix Razzie du pire acteur                                                    | Tom Cruise  |
| 2018  | Prix Razzie,                                                          | Tellement pourri que vous l'avez aimé                                         | -           |

### Nominations
| Année | Festivals de cinéma                        | Catégorie                                                                | Nommé(es)                                                                                          |
| ----- | ------------------------------------------ | ------------------------------------------------------------------------ | -------------------------------------------------------------------------------------------------- |
| 2017  | Prix de la bande-annonce dorée             | Meilleur blockbuster de l'été 2017                                       | Universal Pictures et Wild Card                                                                    |
| 2017  | Prix de la bande-annonce dorée             | Meilleur spot TV de film d'action                                        | Universal Pictures et Wild Card                                                                    |
| 2017  | Prix de la bande-annonce dorée             | Meilleure affiche de blockbuster d'été                                   | Universal Pictures                                                                                 |
| 2017  | Prix de la bande-annonce dorée             | Meilleure affiche de cinéma                                              | Universal Pictures                                                                                 |
| 2017  | Prix de la bande-annonce dorée             | Publicité la plus innovante pour un long métrage                         | Universal Pictures et Trailer Park                                                                 |
| 2017  | Prix de la bande-annonce dorée             | Meilleure affiche de blockbuster de l'été 2017                           | Universal Pictures                                                                                 |
| 2017  | Prix Schmoes d'or (Golden Schmoes Awards)  | Pire film de l'année                                                     | -                                                                                                  |
| 2017  | Prix Schmoes d'or (Golden Schmoes Awards)  | La plus grande déception de l'année                                      | -                                                                                                  |
| 2018  | Alliance des femmes journalistes de cinéma | Plus flagrante différence d'âge entre le personnage principal et l'aimée | Tom Cruise, Annabelle Wallis et Sarah Wright                                                       |
| 2018  | Prix de la bande-annonce dorée             | Spot TV en molleton doré                                                 | Universal Pictures et Rogue Planet                                                                 |
| 2018  | Prix Razzie,                               | Pire suite, prequel, remake ou dérivé                                    | -                                                                                                  |
| 2018  | Prix Razzie,                               | Pire film                                                                | -                                                                                                  |
| 2018  | Prix Razzie,                               | Pire scénario                                                            | David Koepp, Christopher McQuarrie, Dylan Kussman, Jon Spaihts, Alex Kurtzman et Jenny Lumet       |
| 2018  | Prix Razzie,                               | Pire acteur dans un second rôle                                          | Russell Crowe                                                                                      |
| 2018  | Prix Razzie,                               | Pire actrice dans un second rôle                                         | Sofia Boutella                                                                                     |
| 2018  | Prix Razzie,                               | Pire réalisateur                                                         | Alex Kurtzman                                                                                      |
| 2018  | Taurus - Prix mondiaux des cascades        | Meilleur gréement acrobatique                                            | Michael Li, Scott Armstrong, George Bailey, Oliver Bailey, Wolfgang Stegemann et Universal Studios |

## Analyse